# 비골리
비골리(이탈리아어: bigoli, 단수: bigolo 비골로[*]) 또는 비고으이(베네토어: bìgoƚi, 단수: bìgoƚo 비고으오)는 이탈리아의 파스타이다. 길고 굵은 튜브처럼 생긴 파스타다. 전통적으로는 메밀 가루로 만들었지만 최근에는 통밀가루로 반죽하여 사용한다. 오리알을 넣어 만들기도 한다. 부카티니와 아주 유사하다. 비골리는 베네치아에서 사용되는 명칭이다. 반면 토스카나주에서는 비슷한 크기에 가운데 구멍이 없는 것을 피치라고 한다. 두 낱말이 구분되지 않고 섞여서 쓰이는 경우도 종종 있다.
조리서 "La vecchia cucina eugubina"는 이 면의 생김새가 스타킹을 뜰 때 쓰는 굵은 나무 뜨개질바늘만 한 굵기라고 설명한다.

## 참고 문헌
- Hyman, Clarissa (2006년 9월 2일). “Spaghetti con tutti . . . . . . and linguine, rigatoni, bucatini and the rest. Clarissa Hyman gorges herself on an Umbrian outbreak of pastamania”. 《Financial Times; London》 (영어) (Financial Times Ltd.).
- Gianotti, Peter M. (2006년 7월 19일). “Fresh seafood with an Italian accent”. 《Knight-Ridder/Tribune Business News》 (영어) (Newsday Inc.).